# Beppo der Bock
Beppo der Bock ist ein Kinder- und Geschicklichkeitsspiel der Spieleautoren Peter Schackert und Klaus Zoch. Das Wettlauf-Spiel für zwei bis vier Spieler ab fünf Jahren dauert etwa 15 Minuten pro Runde. Es ist im Jahr 2007 beim Verlag Oberschwäbische Magnetspiele in Zusammenarbeit mit HUCH! & friends erschienen und gewann im gleichen Jahr den Kritikerpreis Kinderspiel des Jahres.

## Thema und Ausstattung
Bei dem Spiel geht es um ein paar Kinder, die auf dem Weg nach Hause über eine Weide müssen, auf der der Ziegenbock Beppo lebt. Wird dieser gestört, wird er wild und rennt die Kinder um. 
Die Spieleschachtel enthält neben der Spielanleitung:
- einen Spielplan mit kleinem Magnetfeld, worauf sich außer dem Weg der Kinder fünf Landschaften befinden: ein gelbes Getreidefeld, blaues Wasser, ein rotbraunes Gebirge, ein dunkelgrüner Wald und eine hellgrüne Wiese
- vier Spielfiguren
- den Ziegenbock „Beppo“
- eine Zielrinne
- einen Spielstein mit Kleeblatt
- eine Stahlkugel

## Spielweise
Zu Beginn des Spiels wird der Spielplan in der Spielschachtel aufgebaut und die Zielrinne platziert. Danach wählt jeder Mitspieler eine Spielfigur und stellt diese auf dem Startfeld auf. Der Spielstein mit dem Kleeblatt wird auf das zweite Wasserfeld auf dem Weg gelegt.
Der Startspieler bekommt die Kugel und die Spielfigur Beppo und dreht die Schachtel so zu sich, dass er mit der Zielrinne zielen kann. Er legt Beppo auf oder in die Nähe des Magneten in der hellgrünen Wiese und stellt die Zielrinne so auf, dass sie auf Beppo zeigt. Danach wird die Stahlkugel in der Rinne platziert und losgelassen; trifft die Kugel den Ziegenbock, springt er über den Spielplan. Wenn Beppo eine oder mehrere Figuren trifft und umwirft, müssen diese auf das Startfeld zurückgestellt werden. Danach zieht der Spieler seine eigene Spielfigur auf dem Weg bis zum nächsten freien Feld der Landschaft, auf der Beppo liegengeblieben ist, und wenn er mehrere Landschaften berührt, darf sich der Spieler einen Landschaftstyp aussuchen. Auf jedem Feld darf nur eine Figur stehen, besetzte Felder werden übersprungen. Bleibt Beppo auf der hellgrünen Wiese, springt er dahin zurück oder aus der Schachtel, dann endet der Zug und die eigene Spielfigur darf nicht versetzt werden.
Der Spielstein mit dem Kleeblatt liegt zu Beginn auf dem zweiten Wasserfeld. Der erste Spieler, der es erreicht, darf seine eigene Figur auf das Kleeblatt stellen und mit ihm weiterziehen. Das Kleeblatt schützt die Figur, da sie bei einem Treffer von Beppo in der Regel nicht umfällt. Fällt die Spielfigur trotz Kleeblattstein um, muss sie auch wieder auf das Startfeld. Gelingt es einem Spieler, das Kleeblatt unter einer Spielfigur wegzuschießen, darf er es selbst benutzen und unter seine eigene Figur stellen.
Das Spiel endet, wenn ein Spieler das Zielfeld am Zaun erreicht, er ist Gewinner der Runde.
Neben diesen Basisregeln werden im Spiel Regeln für Fortgeschrittene beschrieben. Wird nach diesen gespielt, kommen umgefallene Spielfiguren nicht zurück auf das Startfeld, sondern werden hinter die nächste folgende Figur gestellt. Bleibt Beppo auf mehreren Feldern liegen, darf in dieser Version die Farbe nicht frei gewählt werden, sondern wird durch die Vorderhufe von Beppo bestimmt. Gesamtsieger ist in dieser Version derjenige, der zuerst zwei Runden gewonnen hat.

## Rezeption
Das Spiel Beppo der Bock wurde von Peter Schackert und Klaus Zoch entwickelt. Es gewann 2007 den Kritikerpreis Kinderspiel des Jahres. In der Bewertung resümiert die Jury: „Das Spiel geht flott, ist schnell erklärt – und haut einen regelrecht um!“
Nach einer Spielekritik von Dagmar Weiss auf spieletest.at fasziniert der Magnetismus die Kinder, „wodurch hier Erklärungsbedarf besteht. Die Kinder lernen bewusst den Magnet einzusetzen.“ Nach ihrer Wertung ist Beppo der Bock „ein Wettlauf-Spiel, bei dem man auch Können beweisen muss. Die Kinder lieben die "Bock spring-Würfelvariante".“

## Belege
1. 1 2 3 4 5  Beppo der Bock - Spielregeln & Spielanleitungen sowie Test, Bilder. In: spielregeln-spielanleitungen.de. Ceramex Media GmbH, Seevetal, 2018, abgerufen am 26. September 2021.
2. 1 2  Beppo der Bock auf der Website des Spiel des Jahres e.V.; abgerufen am 13. Dezember 2016
3. ↑  Dagmar Weiss: Beppo der Bock auf der Website spieletest.at; abgerufen am 13. Dezember 2016